# Michael Wessing
Michael Wessing (Recklinghausen, 29 de agosto de 1952-Osnabrück, 7 de mayo de 2019) fue un atleta alemán especializado en la prueba de lanzamiento de jabalina, en la que consiguió ser campeón europeo en 1978.

## Carrera deportiva
En el Campeonato Europeo de Atletismo de 1978 ganó la medalla de oro en el lanzamiento de jabalina, con una marca de 89.12 metros, superando al soviético Nikolay Grebnyev (plata con 87.82 m) y al alemán Wolfgang Hanisch (bronce con 87.66 m).